# Ерићијада
„Ерићијада ” је југословенска телевизијска серија снимљена 1983. године у продукцији Телевизије Београд.

## Улоге
| Глумац              | Улога          |
| ------------------- | -------------- |
| Јасмина Аврамовић   | Зорица         |
| Дубравко Јовановић  | Дача           |
| Драган Лаковић      | Крста Прекић   |
| Милан Милосављевић  | Пантелић Ристо |
| Татјана Степановић  | Јунка          |
| Владан Савић        | Ратко Ристо    |
| Андријана Виденовић | Јелица         |
| Добрица Ерић        | водитељ        |